# 果然愛情很麻煩
《果然愛情很麻煩》（日语：＃ハッシュタグ） ，2018年台灣與日本合拍的偶像劇。亞洲旅遊台與東京都會電視台聯合製作，由廖科溢、水澤惠麗奈、栗山航領銜主演，亞洲旅遊台、東京都會電視台於2018年3月6日播出。

## 播出時間

### 首播
| 頻道           | 所在地 | 播映日期     | 播出時間     |
| -------------- | ------ | ------------ | ------------ |
| 亞洲旅遊台     | 臺灣   | 2018年3月6日 | 每週二19：00 |
| 東京都會電視台 | 日本   | 2018年3月6日 | 每週二19：00 |

## 主要演員
| 演員       | 角色   | 介紹 |
| 廖科溢     | 武翔   |      |
| 水澤惠麗奈 | 佳奈美 |      |
| 栗山航     | 町田類 |      |

## 其他演員
| 演員     | 角色 | 介紹     |
| 長谷部優 | 香織 |          |
| 白鳥羽純 | 晴海 |          |
| 中丸新將 | 保   |          |
| 劉致妤   | 美蘭 | 武翔姐姐 |

## 電視劇歌曲
| 曲別   | 歌名     | 演唱者         | 作詞 | 作曲 |
| 主題曲 | 一點一點 | 吳欣欣、洪志賢 | 張傑 | 張傑 |

## 外部連結
- 亞洲旅遊台的Facebook專頁